# Соса, Арленис
Арленис Соса (Arlenis Sosa Peña; род. 7 мая 1989) — доминиканская модель, лицо марки Lancôme.

## Биография
Арленис Соса родилась в доминиканской провинции Монте-Кристи. После окончания школы она вместе с семьёй переехала в Нью-Йорк. Там она была замечена дизайнером Луи Меньё, предложившим ей начать карьеру модели. После этого Арленис Соса начала работать с агентством Marilyn Models.
Первым успехом Арленис Сосы стало появление на обложках журналов Vogue и Vogue Italia. После она появилась на обложках американского, итальянского, французского, испанского, немецкого и подросткового изданий Vogue, Allure, Elle, Interview, i-D, американского и испанского Harper's Bazaar. Её дебют на подиуме состоялся во время показа коллекции Banana Republic Осень-Зима 2008; также в том году она участвовала в показах Dior Resort show и Oscar de la Renta.
Арленис Соса работала на показах коллекций домов Ralph Lauren, Michael Kors, John Galliano, Emanuel Ungaro, Jean Paul Gaultier, Carolina Herrera, Donna Karan, Diane von Furstenberg и других. Также она участвовала в Victoria's Secret Fashion Show 2008 года. Арленис Соса снималась в рекламе David Yurman, Topshop, Polo Ralph Lauren, Express, Lancôme и Gap. В сентябре 2008 года Арленис Соса стала лицом марки Lancôme.